# NGC 5623
NGC 5623 ist eine 12,5 mag helle Elliptische Galaxie mit ausgeprägten Emissionslinien vom Hubble-Typ E im Sternbild Bärenhüter und etwa 153 Millionen Lichtjahre von der Milchstraße entfernt.
Sie wurde am 13. März 1785 von Wilhelm Herschel mit einem 18,7-Zoll-Spiegelteleskop entdeckt, der sie dabei mit „pF, S, R, r, north of two pretty bright stars“ beschrieb.